# Capriano del Colle (vignoble)
Pour la commune, voir Capriano del Colle.
Le Capriano del Colle est un vignoble italien de la région Lombardie doté d'une appellation DOC depuis le 18 novembre 1980. 
Seuls ont droit à la DOC les vins récoltés à l'intérieur de l'aire de production définie par le décret. Les vignobles autorisés se situent en province de Brescia dans les communes de Capriano del Colle, Poncarale et Flero. La superficie planté de vigne est de 25 hectares.

## Cépages
Les cépages les plus importants sont : 
- Sangiovese
- Marzemino
- Barbera
- Incrocio Terzi 1
- Merlot
- Trebbiano di Soave
- Trebbiano Toscano

## Vins, appellations
Sous l’appellations, les vins suivants sont autorisés:
- Capriano del Colle bianco ou (Capriano del Colle Trebbiano)
- Capriano del Colle bianco frizzante ou (Capriano del Colle Trebbiano frizzante)
- Capriano del Colle novello rosso
- Capriano del Colle rosso
- Capriano del Colle rosso riserva

## Gastronomie
- Stufato à la pavesane